# Fritz Chervet
Fritz Chervet (Berna, 1º ottobre 1942 – Morat, 29 agosto 2020) è stato un pugile svizzero, due volte Campione europeo dei pesi mosca e cantante. È rimasto nella memoria degli appassionati italiani di pugilato per alcuni suoi contrastanti match con Fernando Atzori e Franco Udella.

## Carriera
Da dilettante conquistò la medaglia d'argento ai Campionati europei di pugilato nel 1961 a Belgrado.
Passato al professionismo, Fritz Chervet ottenne la prima chance di conquistare il titolo europeo il 15 dicembre 1967 contro Fernando Atzori sul ring casalingo di Berna. Fu sconfitto nettamente per KO alla quattordicesima ripresa, dopo essere stato atterrato quattro volte. Il 21 febbraio 1971 si recò a Tokyo per incontrare senza titolo in palio il campione del mondo WBA Masao Ohba che lo sconfisse per knock-out tecnico all'ottavo round.
Il 3 marzo 1972, Atzori accettò nuovamente di combattere a Berna con il titolo europeo in palio. All'undicesima ripresa, indispettito per le scorrettezze dell'avversario – che, a suo dire, gli avrebbe infilato un dito nell'occhio – gli voltò le spalle per abbandonare il combattimento. Chervet gli fu subito addosso e continuò a colpirlo; ne nacque una rissa, a stento interrotta dagli assistenti dei due pugili. Il verdetto, però, fu di KO tecnico a favore di Chervet, che conquistò il titolo di Campione d'Europa.
Dopo tre difese vittoriose Chervet fu designato dalla WBA a combattere per il titolo mondiale vacante dei pesi mosca e, perciò, abbandonò la cintura europea. Il match, combattuto a Bangkok il 17 maggio 1973 contro il thailandese Chartchai Chionoi, si concluse con la vittoria del pugile di casa per Kot alla quarta ripresa.

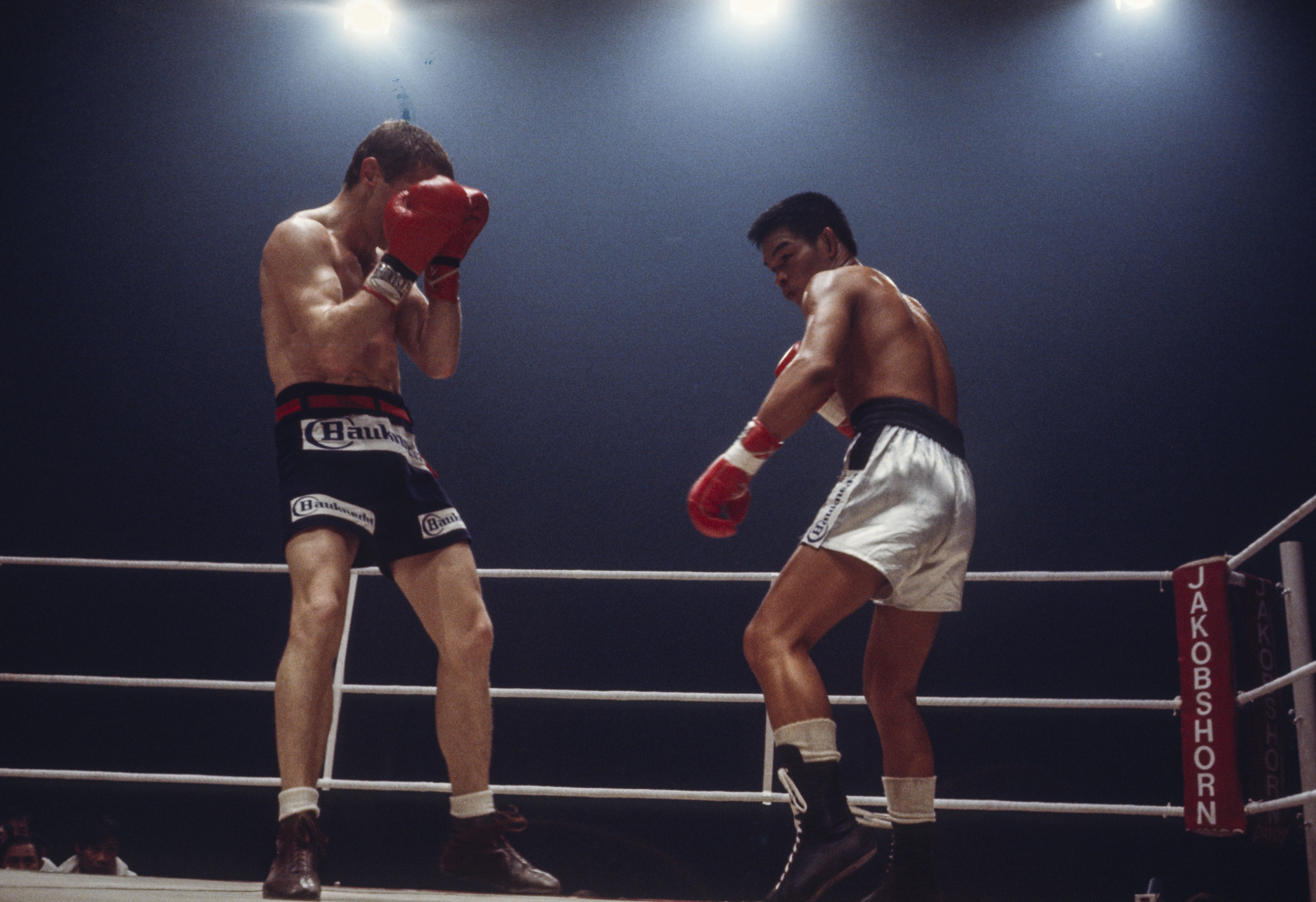
Fritz Chervet (a sinistra) vs. Chartchai Chionoi (secondo incontro).

Nel frattempo Atzori si era impossessato nuovamente della cintura europea e fu costretto a rimetterla in palio contro lo svizzero. Il 26 dicembre successivo, sul ring della capitale elvetica, Fritz Chervet riconquistò il titolo europeo, battendo Atzori per KO alla settima ripresa.
Cinque mesi dopo, Chionoi accettò di mettere in palio contro Chervet il suo titolo mondiale, a Zurigo. Lo svizzero, sicuro della vittoria, abbandonò nuovamente la cintura europea. L'incontro, combattuto il 27 aprile 1974 fu molto più equilibrato del precedente e si concluse con la vittoria ai punti del thailandese, con decisione controversa.
Chervet ottenne la chance di combattere ancora per il titolo europeo dei mosca contro il nuovo campione Franco Udella. Il 31 maggio 1975, a Zurigo, dopo sole due riprese, entrambi i pugili furono squalificati per reciproche scorrettezze. Nella ripetizione dell'incontro, il 14 gennaio 1976, a Campione d'Italia, Udella seppe conservare il titolo, superando l'avversario ai punti in quindici riprese. 
Dopo tale incontro, Chervet combatté vittoriosamente altre tre volte e poi si ritirò dal pugilato.

### Discografia
Nel 1974, Fritz Chervet ha anche inciso il 45 giri Auf Zur Letzten Runde (lato B: Das Schönste Mädchen Der Welt) nel quale si esibisce come cantante.